# Rambeanak
Rambeanak is een bestuurslaag in het regentschap Magelang van de provincie Midden-Java, Indonesië. Rambeanak telt 6036 inwoners (volkstelling 2010).